# Monte Babel
Monte Babel (en francés: Mont Babel) es el pico más alto de la isla René-Levasseur, a 952 m (3.123 pies) sobre el nivel del mar, que está a 590 m (1.936 pies) sobre el nivel del Reservorio Manicouagan. Se encuentra dentro de la Reserva Ecológica Louis-Babel en la provincia de Quebec, al este de Canadá.
El monte lleva el nombre de Louis Babel un misionero católico suizo (1829-1912), de quien se dice convirtió a varios indígenas innus.